# Austre
D'acord amb la mitologia romana, Austre va ser el nom llatí del vent del sud, que s'identificà amb el Notos grec.